# Kostel svatého Bartoloměje (Moravský Krumlov)
Kostel svatého Bartoloměje je kostel v Moravském Krumlově, součást areálu bývalého kláštera. Nachází se na Klášterním náměstí nedaleko Základní školy Klášterní náměstí, v bývalém areálu kláštera se nachází městský úřad. Kostel je chráněn jako kulturní památka České republiky.

## Historie
V roce 1354 bylo v Avignonu vydáno povolení ke stavbě kláštera augustiniánů-poustevníků v Moravském Krumlově. Gotický kostel měl mít loď údajně 53 metrů dlouhou a ta měla zasahovat daleko do dnešního Klášterního náměstí. Nikdy však nebyl dokončen, realizováno bylo pouze kněžiště a věž. Za husitských válek byly kostel i klášter pobořeny. Roku 1634 odkoupil zbořeninu kláštera Gundakar z Lichtenštejna a začal s rekonstrukcí stavby. Kostel byl přestavěn v barokním slohu. Roku 1693 byla ke kostelu přistavěna kaple Panny Marie Loretánské na půdorysu tvaru hvězdy, přístavbu kaple financoval tehdejší majitel panství kníže Maxmilián II. Jakub z Lichtenštejna. Výzdoba kostela pochází ze začátku 18. století. Roku 1786 císař Josef II. klášter zrušil a později zde byla továrna, pak byty a nakonec městský úřad. Pod kostelem se nachází řádová hrobka. Před kostelem stojí barokní sousoší Kalvárie.

## Galerie

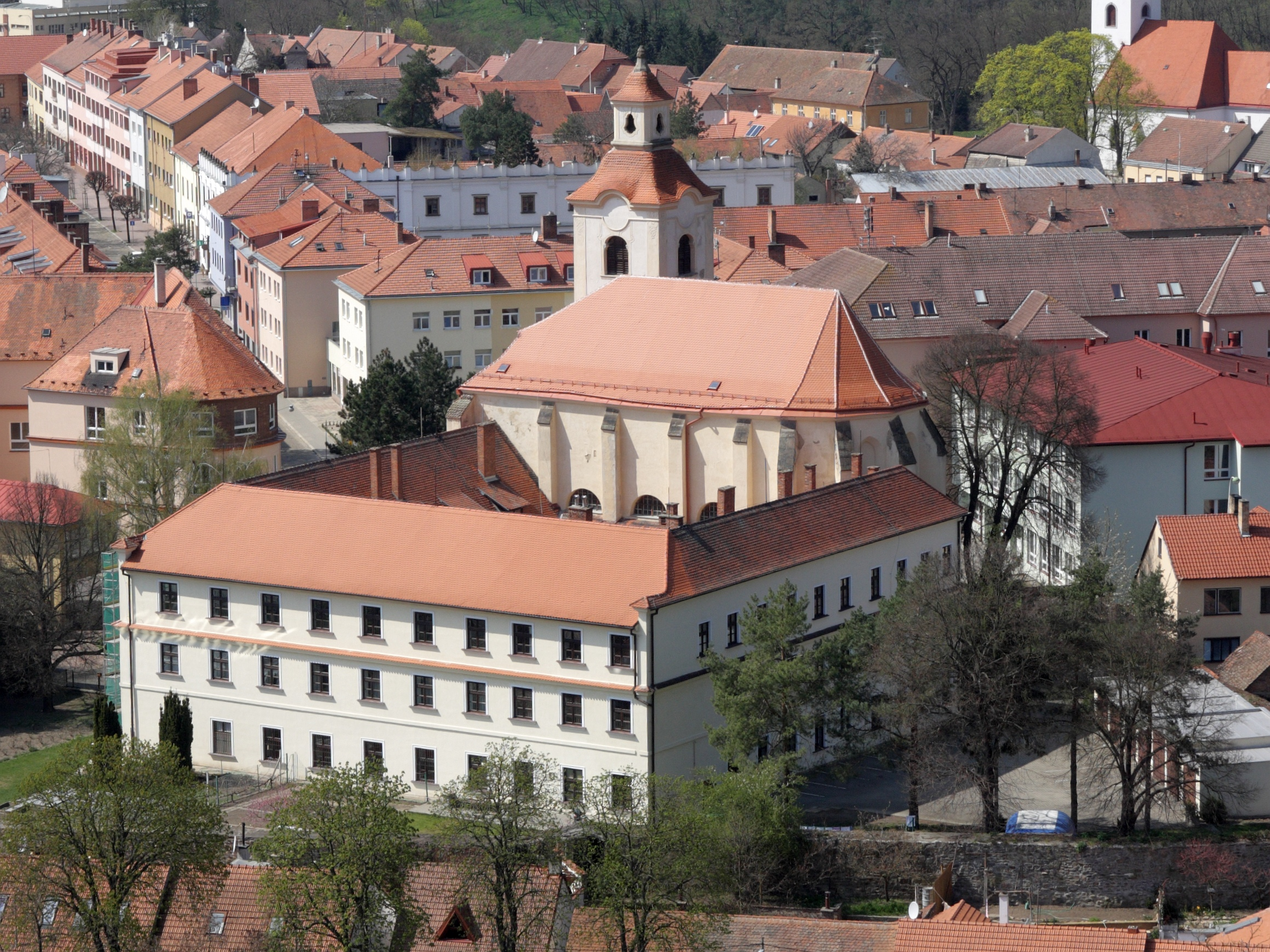
kostel sv. Bartoloměje a bývalý klášter
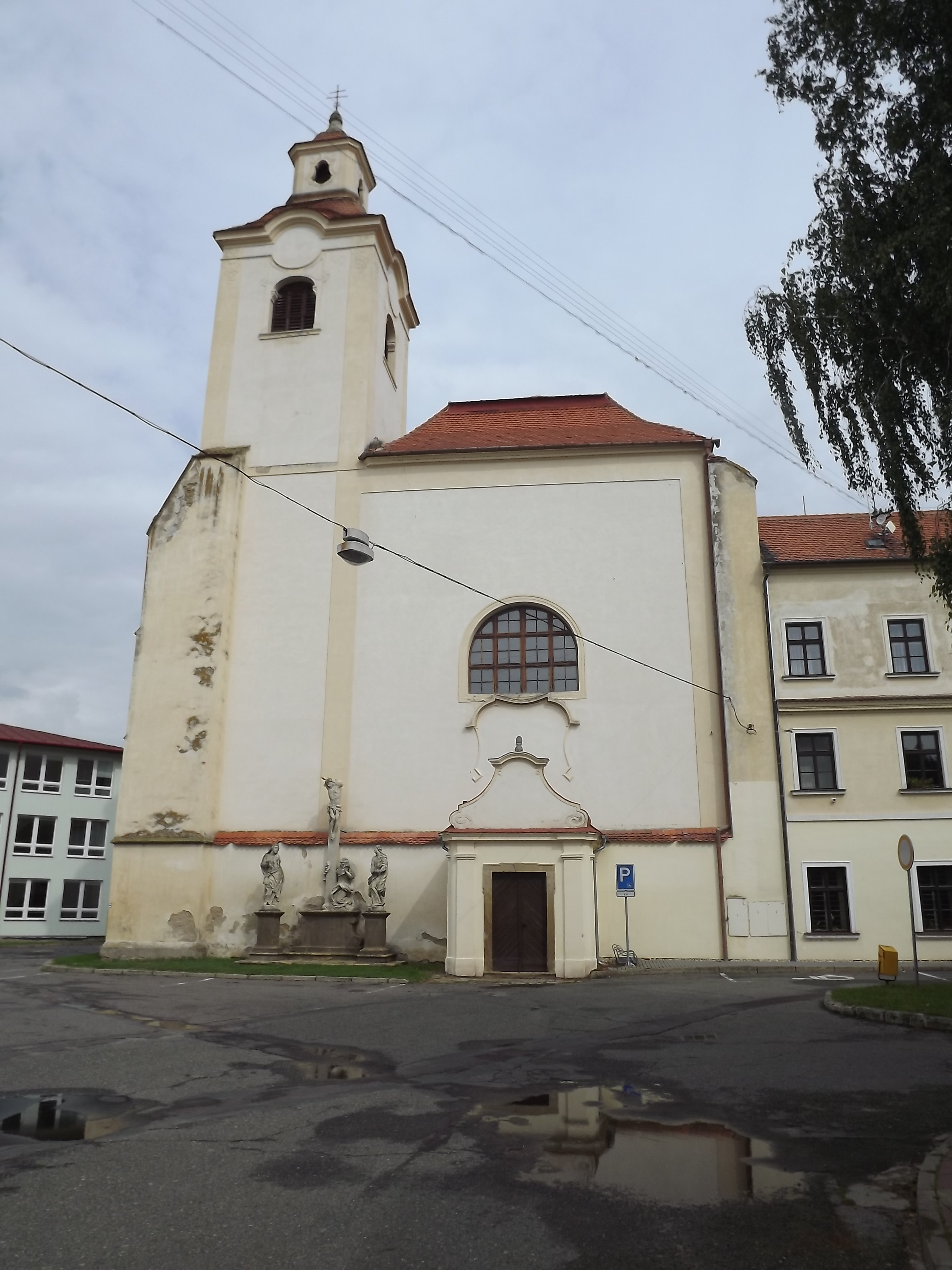
západní průčelí
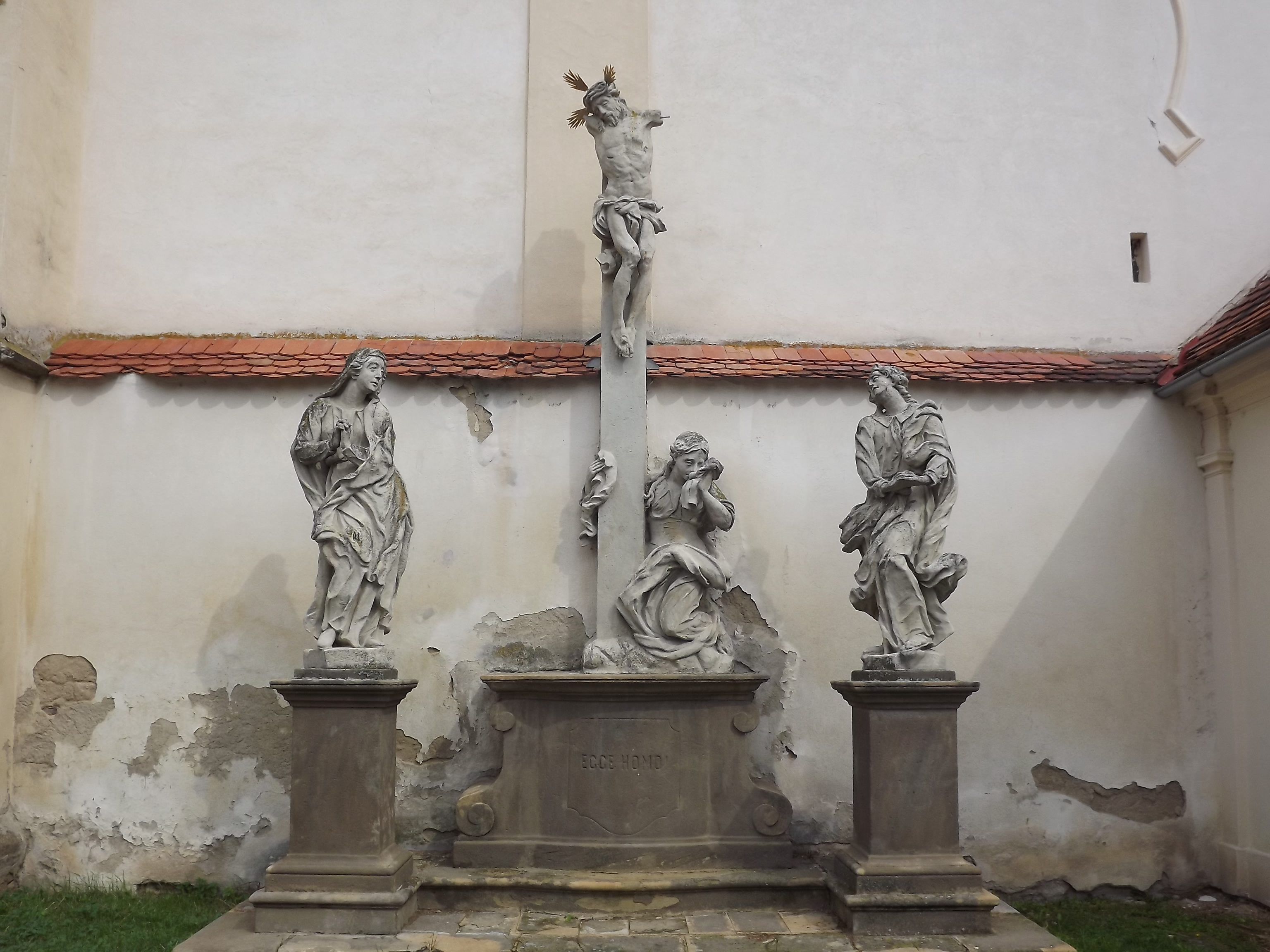
sousoší Kalvárie před renovací